# 克里斯蒂娜·阿龙
克里斯蒂娜·阿龙（法語：Christine Arron，1973年9月13日—），法国女子田径运动员。她曾代表法国参加2000年、2004年和2008年夏季奥林匹克运动会田径比赛，获得一枚铜牌。